# Braya longii
Braya longii is een kleine, kruidachtige bloemplant die enkel in de kalksteenvlaktes van noordelijk Newfoundland voortkomt. De plant staat in het Engels ook bekend als Long's Braya of als Long's northern rockcress.

## Morfologie
Braya longii is een kruidachtige vaste plant die een volwassen hoogte van 1 cm tot maximaal 10 cm heeft. De plant heeft lange lepelvormige bladen en witte bloemen met vier kroonblaadjes, groeiend in trossen.
De aan dezelfde regio endemische (en eveneens zeldzame) Braya fernaldii is erg gelijkaardig aan Braya longii. In vergelijking met die eerste heeft Braya longii echter grotere kroonblaadjes, kleinere kelkblaadjes en harige vruchtjes.

## Verspreiding en habitat
Braya longii groeit in zes kleine, van elkaar afgescheiden populaties aan de noordwestkust van het Great Northern Peninsula, het meest noordelijke gedeelte van het Canadese eiland Newfoundland. De plant groeit daar op de koude, natte en winderige kalksteenvlaktes aan de kust, specifiek op losliggend gesteende.
Vier populaties bevinden zich langsheen een kuststrook van amper 3 km rondom het dorpje Sandy Cove (tussen de landingsbaan en het gehucht Shoal Cove East). Een vijfde populatie bevindt zich bij Yankee Point, een kaap nabij Savage Cove op zo'n 3 km ten westen van Sandy Cove. De zesde populatie bevindt zich zo'n zo'n 10 km ten zuidwesten van de andere populaties, aan de oostrand van het dorp Anchor Point.

## Bescherming
Het Committee on the Status of Endangered Wildlife in Canada (COSEWIC) deelde Braya longii in 1997 in als "endangered" (bedreigd). Daarop werd de soort door zowel de Canadese overheid als de provincieoverheid officieel als bedreigde soort erkend. In 2008 telde de soort naar schatting amper 5500 individuele bloeiende planten.